# Wirtschaftlicher Verwundbarkeitsindex
Der wirtschaftliche Verwundbarkeitsindex (englisch: Economic Vulnerability Index, kurz: EVI) ist ein vom entwicklungspolitischen Komitee der Vereinten Nationen genutztes Kriterium zur Identifizierung von am wenigsten entwickelten Ländern und zeigt die ökonomische Verwundbarkeit einer Volkswirtschaft an. Die ökonomische Verwundbarkeit, kann als Wahrscheinlichkeit definiert werden, dass der ökonomische Entwicklungsprozess eines Landes durch das Auftreten von unvorhergesehenen Ereignissen (externe Schocks) gehindert wird. Der Index besteht aus Indikatoren für die Instabilität der Agrarproduktion sowie des Exports von Gütern und Dienstleistungen, sowie den Anteil der von Naturkatastrophen betroffenen Bevölkerung.

## Beeinflussende Indikatoren
Er ist beeinflusst durch folgende Indikatoren:
- Anteil der Industrie am BIP
- Stabilität der Exporte und den Exporterlösen
- Exportkonzentration
- Stabilität der landwirtschaftlichen Produktion
- Abhängigkeit des Landes von der Weltwirtschaft